# 坎氏普迪蛛
坎氏普迪蛛（学名：Pseudicius cambridgei）为跳蛛科普迪蛛属的动物。在中国大陆，分布于等地。